# Dějiny Egeru
Město Eger v severním Maďarsku má dějiny, které začínají v období příchodu Maďarů do Karpatské kotliny. 

## Středověk

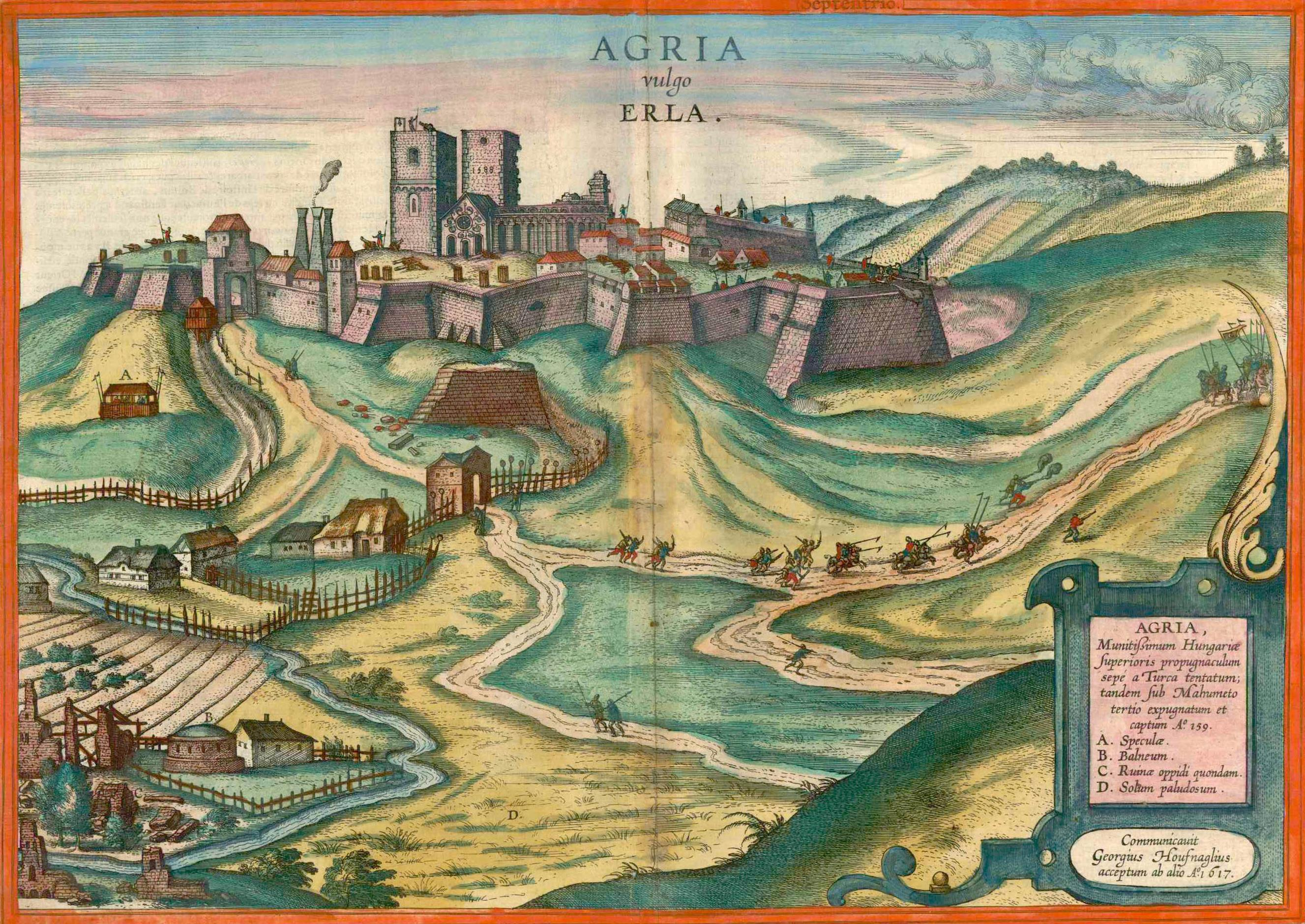
Město v 16. století.

Maďaři se usadili v 10. století. Do té doby se v oblasti dnešního Egeru střídali Slované s Avary a germánskými kmeny. Teprve během vlády svatého Štěpána I. zde vzniklo sídlo biskupství, ustanoveno bylo již v roce 1009. V této době zde byla postavena první katedrála, která se nacházela na místě, kde dnes stojí egerský hrad (maďarsky Egri vár). Kolem tehdejší katedrály pak začalo vznikat dnešní staré město. To bylo vypleněno v roce 1241 během mongolského nájezdu.
V období 14. až 16. století zde byl vybudován kamenný hrad. Město samotné hospodářsky prosperovalo; pěstovalo se zde dobré víno. Roku 1442 vyplenili Eger husité. Během vlády krále Matyáše byly vybudovány renesanční stavby (1458–1460), většinou k církevním účelům.
Po bitě u Moháče se Uhry ocitly v nezáviděníhodné situaci. Již kolem roku 1544 začala postupující turecká armáda podnikat výpady směrem k Hatvanu a dále až k Egeru. V roce 1548 se místního hradu zmocnil habsburský panovník. Docházelo k značným sporům ohledně platby daní, neboť rostly výdaje na udržování stále početnější vojenské posádky na egerském hradě, která jej měla chránit před nebezpečím.

## Turecká okupace

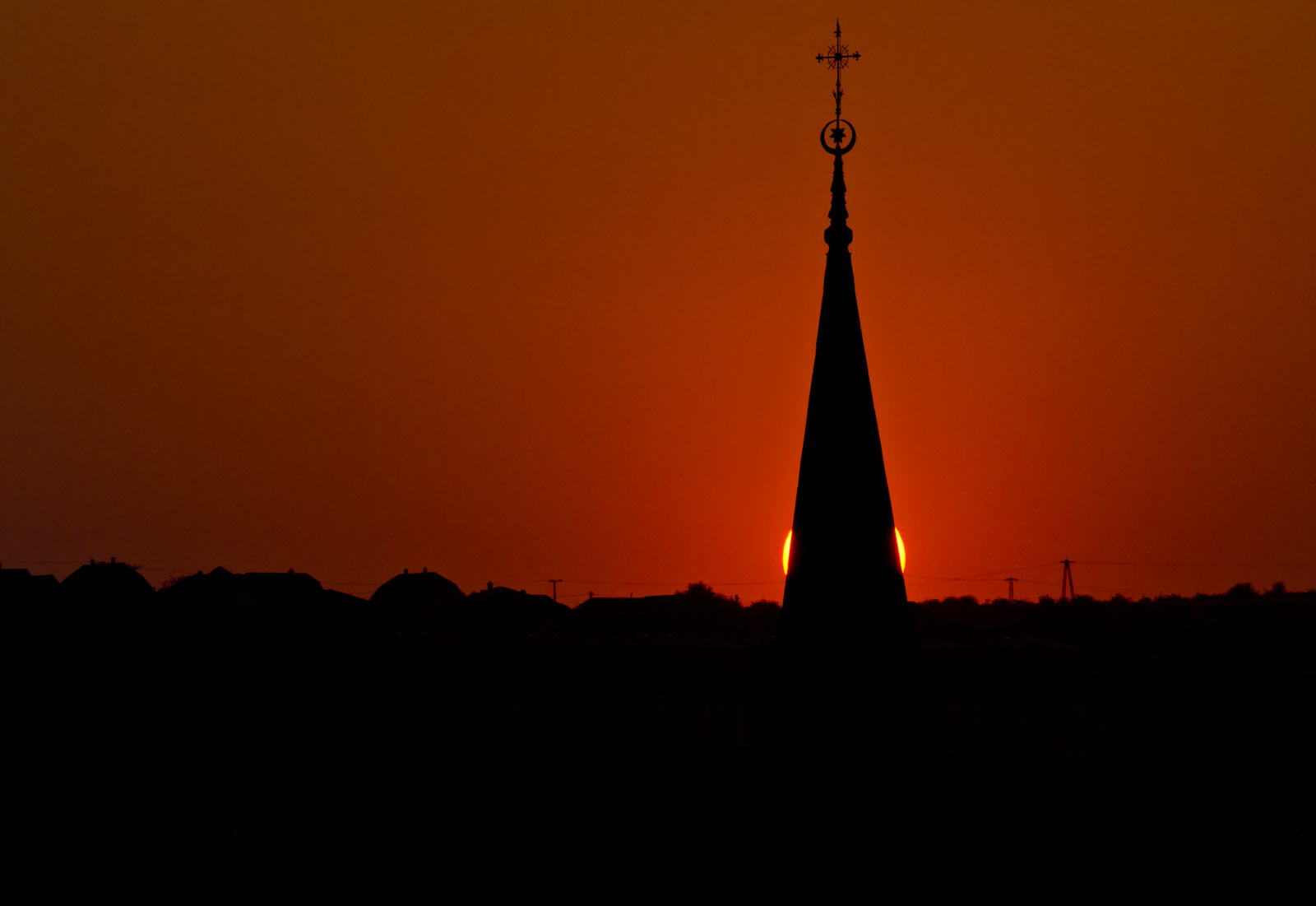
Minaret v Egeru při západu slunce

Stejně jako celá řada dalších jiných měst byl i Eger vystaven útokům tureckého vojska. Město se stalo velmi rychle klíčovou pohraniční pevností před postupujícími útočníky. V roce 1552 se poměrně malé posádce čítající okolo dvou tisíc lidí podařilo ubránit před mnohonásobnou tureckou přesilou (40 000 útočníků). Obráncům velel István Dobó, boje o město trvaly 40 dní. Událost popsal později maďarský spisovatel Géza Gardónyi v románu Egri Csillagok. Po Dobóovi je dnes pojmenované i hlavní náměstí v Egeru. Pro Turky se nicméně jednalo o velkou demoralizující porážku. I přes to se nicméně o několik desítek let později, roku 1596, již město ubránit nedokázalo a Turci ho obsadili. Církevní i světští představitelé před Turky uprchli do Košic.
Na dalších 91 let se stal Eger tureckým městem, centrem vilájetu (osmanské provincie) a severním pohraničním městem. Turci zabrali všechny majetky (resp. tyto přešly na stát) a zrušily výsady, které měli místní měšťané.
V míru po tzv. patnáctileté válce totiž Habsburkové nedokázali dohodnout vydání města. Během této doby Osmané opravili pevnost, přebudovali kostely na mešity a postavili lázně (jeden minaret z této doby se dodnes dochoval). V průběhu desítek let došlo k změnám struktury obyvatelstva Egeru. Podle záznamů tureckého cestovatele Evliyi Çelebiho, který město navštívil, tvořili většinu místních kupců jižní Slované, přesněji buď Srbové nebo Bosňáci. S nimi jako příslušníci porobených národů turecké říše přišli do města také Řekové. Podle něj byl Eger vzkvétajícím městem, kde stála řada velkolepých domů se zahradami a balkony.
Po nezdařeném tureckém útoku na Vídeň v roce 1683 nastal po delší době zvrat. Rakušané pod vedením Karla Lotrinského Osmany porazili a zaútočili i na Uhry. Získali Budapešť (roku 1686) a o rok později i samotný Eger. Egerský hrad byl po nějakou dobu obležen. Turkům hodně nepřál rychlý postup fronty, neboť na obranu hradu mohli vyčlenit jen velmi malý počet vlastních vojáků.

## Vláda Habsburků
Habsburkové dobyli město dne 17. prosince 1687 poté, co turecké obránce místního hradu nechali vyhladovět. Město bylo při příchodu Habsburků značně zchátralé, nedotčeno bylo zhruba 400 domů a v nich žilo především turecké muslimské obyvatelstvo. Následně byl Eger rekatolizován. Navrátilo se sem biskupství (biskup se vrátil z Košic dne 21. března 1688. Místní mešity byly přestavěny na kostely. Město spravoval Mihály Fischer. Město nebylo opevněno, bylo pouze obehnáno plotem nebo palisádou.
Většinu obyvatel města nicméně tvořili v prvních letech po dobytí nově pokřtění Turci. Sám Fischer ve svých záznamech dokládal, že se na něj obracela řada muslimských jihoslovanů (označovaných pod pojmem Rác, dnes se jedná především o Srby). Ti totiž požadovali od nového státu výsady. 
Leopold I. prohlásil Eger rok po osvobození královským městem, čímž omezil vliv biskupství, později egerského arcibiskupství, na chod města. Tento stav ale trval pouze krátkou dobu, neboť statut město ztratilo v roce 1795. Už při vyhlášení Egeru královským městem nicméně panoval jistý spor, neboť císař musel uskutečnit výjimku z tehdejšího zákona. Město nemuselo sice platit clo, nicméně pouze po dobu pěti let. Obnova města proběhla, stejně jako v případě řady dalších původně pleněných sídel, v barokním stylu. Díky tomu má Eger velké architektonické dědictví. Symbolem této přeměny je např. budova bývalého lycea nebo minoritský kostel. Ekonomickému rozvoji přispěli také němečtí kolonisté, kteří sem přišli, pomohli s rozvojem řemesel a pomohli s obnovením a upevněním systému cechů.

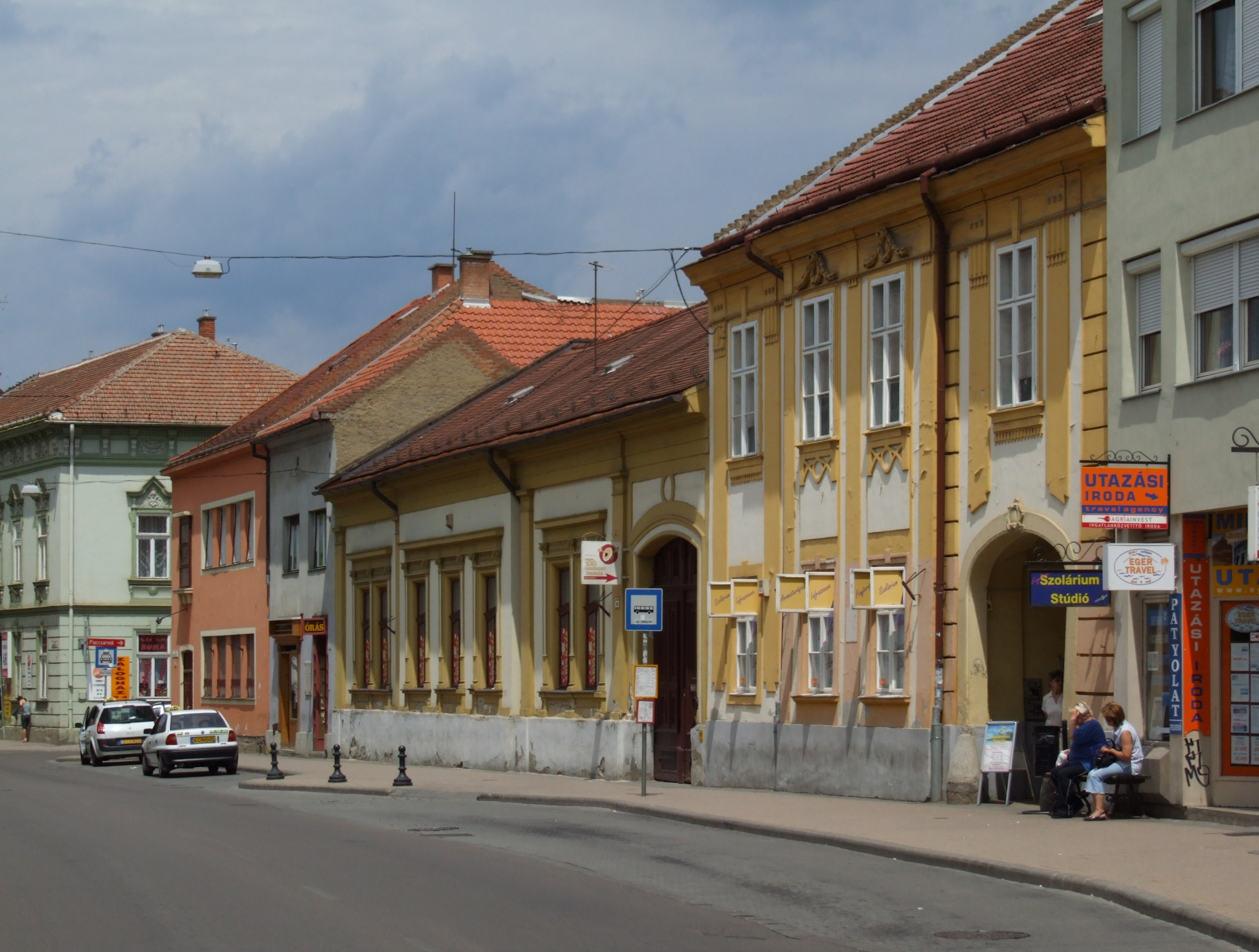
Ulice Istvána Széchenyiho v centru města.

Na počátku 18. století zde došlo k bojům právě proti Habsburkům, během nich město podporovalo maďarské vzbouřence. Rákócziho povstání zde padlo na úrodnou půdu a město se počítalo k osvobozeným územím. I přes počáteční nadšení však byli vzbouřenci brzy poraženi. Hrad byl později vypálen. Po zbytek 18. století Eger nezachvátila žádné větší katastrofa a tak postupně byla realizována již zmíněná barokní přestavba. Působila zde řada řemeslníků, obchodníků a umělců, včetně např. Jana Lukáše Krackera (ten zde také zemřel), nebo Franze Antona Maulbertsche. Zatímco po osvobození žilo ve městě jen několik set lidí, roku 1787 bylo v Egeru napočítáno už sedmnáct tisíc osob. Z téhož roku pochází první doložený plán města. 
Na mapách prvního vojenského (josefinského) mapování z konce 18. století se Eger objevuje pod německým názvem Erlau. Patrné je historické jádro města a něj obklopující nižší zástavba různých chalup a menších domů. Ze všech stran na svazích okolo města stály rozlehlé vinice. Na západním okraji Egeru se nacházela křížová cesta. 
V roce 1800 město těžce poškodil požár, o rok později se zřítila jižní strana místního hradu. V roce 1804 zde bylo zřízeno arcibiskupství. Obyvatelstvo se obávalo růstu vlivu církve a žádalo návrat statutu svobodného královského města, k čemuž nedošlo.
Roku 1827 vypukla v Egeru epidemie cholery, která se opětovně vracela do města ještě během 19. století.
V roce 1840 se ve městě začali usazovat Židé. Byla to jiná komunita než ta, která zde působila během turecké okupace.
Právě i zde došlo k významným událostem během celoevropských revolucí v roce 1848.
Historickým mezníkem bylo zavedení železnice. Eger nebyl napojen na trať Budapešť–Miskolc přímo, ale odbočkou. Tu lze dohledat již v stabilním otisku Císařského katastru (zde z r. 1887). Kvůli tomu nezažil takový růst, jako některá jiná města v zemi. Podařilo se však uchovat historický ráz města. V roce 1878 zasáhla město ničivá povodeň, místní potok se vylil z břehů po vydatných deštích v nedalekém pohoří. Zničeno bylo cca 40 domů a zahynulo okolo 130 osob. V 30. letech 19. století vznikla místní bazilika podle projektu Józsefa Hída, dokončena byla roku 1836.
Na přelomu století byl Eger znám také jako Maďarské Athény[zdroj?] vzhledem k značnému počtu škol a vysokému počtu studentů. Již v roce 1705 zde byla založena biskupská škola, později přibyly další. Žili zde také dva významní maďarští spisovatelé své doby Sándor Bródy a Géza Gardónyi. Divadlo bylo otevřeno roku 1904, první premiérou zde byla hra právě z pera Gardónyiho. V téže době získal Eger také moderní kanalizaci. Na počátku 20. století byly také položeny základy pro místní Muzeum výtvarného umění.
I přes bohatý kulturní život byl Eger nicméně městem, kde se značná část místního obyvatelstva živila zemědělstvím, chovem dobytka, ovocnářstvím apod. Ekonomický rozvoj byl víceméně pozvolný, od čehož se odrážel i vývoj co se týče růstu počtu obyvatel. V roce 1900 žilo v Egeru 27 675 lidí, o třicet let později město dosáhlo mety třiceti tisíc. Do první světové války zde stály dvě tiskárna, parní mlýny a jedna továrna na tabákové výrobky. Objevila se také první předměstí, a to na jihovýchodním a severním okraji města.
V roce 1908 byla na místní nádraží zavedena i druhá železniční trať, a to dále na sever, do Putnoku.

## Období republiky

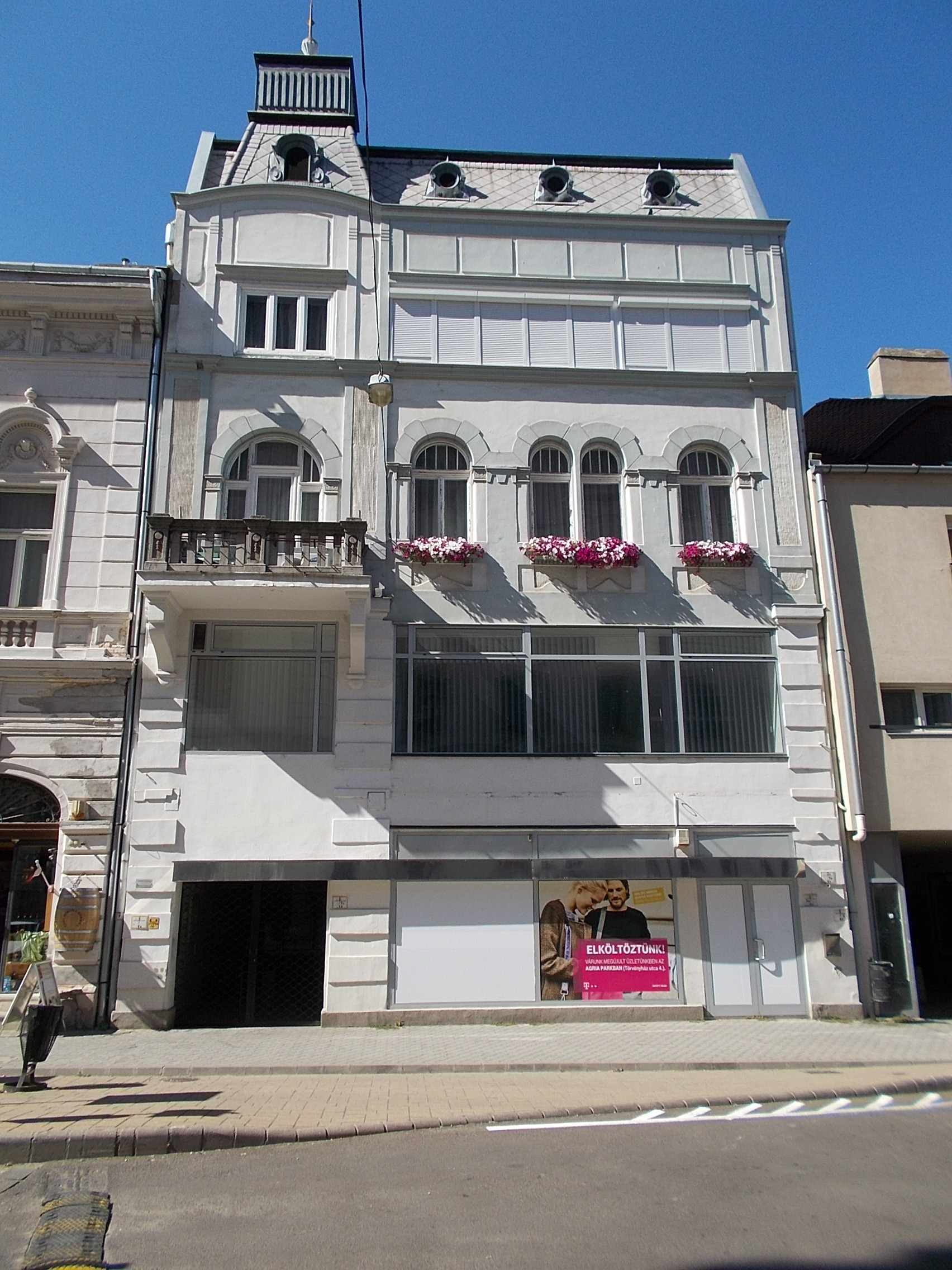
Dům na ulici Bajcsy-Zsilinszkého.

Rozvoj po pádu Rakouska-Uherska začal velmi pozvolně, ještě v 20. letech se celé Maďarsko topilo v ohromných problémech. Skutečnost, že Eger nepatřil k průmyslověji rozvinutým městům, dokládá i fakt, že zde dlouho neexistovala místní buňka komunistické strany (která se po válce dostala v celém Maďarsku k moci). 
V roce 1933 získal od centrální vlády Eger povolení pro to se stát lázeňským městem. Nové lázně byly otevřeny o rok později. O přestavbě původních Arcibiskupských lázní do podoby moderního koupaliště se nicméně diskutovalo (byť neúspěšně a neplodně) již na přelomu století, ještě za Rakousko-Uherska. Do druhé světové války byla realizována výstavba nižšími domy na rozsáhlé louce jižně od města, po válce byla oblast doplněna o průmyslovou zónu.
Během války bylo město bombardováno. Nakonec ustupující německá armáda vyrabovala továrny, zničila všechny mosty a vyhnala domácí zvířata. Po druhé světové válce byly odkryty některé historické budovy. V roce 1968 bylo historické jádro Egeru prohlášeno za památkově chráněné. Díky tomu bylo uchráněno před živelnou výstavbou. 
Panelová sídliště (např. Felsőváros nebo Lájosváros) byla zbudována, nicméně jen na okraji města. Díky nim se navyšoval počet obyvatel, postupně z 31 tisíc, které mělo město po druhé světové válce, až na téměř dvojnásobek (60 tisíc) v roce 1980. Sestěhovávalo se především obyvatelstvo z okolních sídel. Původní především zemědělský charakter města se změnil, neboť byl obohacen o průmyslový prvek. Z Egeru se nicméně nestalo město, kde byl průmysl dominantním prvkem tak, jako např. v Miskolci nebo Tatabányi.
V 80. letech byl vybudován obchvat centra města a to bylo uzavřeno do značné míry pro automobilovou dopravu. Roku 1984 dosáhla nedalekého města Gyöngyös dálnice, z ní byl později do Egeru postaven současný přivaděč.
V roce 1997 byla otevřena u města průmyslová zóna.
Až do roku 2007 byla v Egeru přítomná maďarská armáda a byl posádkovým městem. Poté byly kasárny Istvána Dobó uzavřeny.
Průmysl se vyvíjel na jižním okraji Egeru, okolo ulice Kistályai ut. Vybudována zde také byla přeložka, aby vlaky z Putnoku mohly pokračovat dále do Budapešti a nezajížděly na hlavní nádraží.
Dnes je město vyhledávanou turistickou destinací. V 90. letech vznikly nové nákupní i průmyslové zóny (např. v blízkosti již zmíněného sídliště Felsőváros). Roku 2010 kandidovalo na titul Evropské město kultury, nicméně skončilo na třetím místě a titul nezískalo.
V roce 2016 město povolilo svolávání muezzinem k modlitbě z historického minaretu.